# Johannes Mattfeld
Johannes Mattfeld ( 18 de enero de 1895 , Lehe - † 19 de enero de 1951 , Berlín ) fue un botánico alemán . Desarrolló gran parte de su actividad científica en el Botanischen Museum Berlin.
Mattfeld contribuyó en la 2.ª edición de la obra „Die natürlichen Pflanzenfamilien“ (Las Familias de Plantas) de Adolf Engler. Y los capítulos 16c de „Nachtrag zu den Caryophyllaceae“ de 1934, y 20b „Pentaphylacaceae“ y „Stackhousiaceae“ de 1942.

## Honores

### Eponimia
Género
- Mattfeldia Urb. de la familia Asteraceae

Especies
- (Apocynaceae) Rauvolfia mattfeldiana Markgr.[1]

- (Asteraceae) Ainsliaea mattfeldiana Hand.-Mazz.[2]

- (Cyperaceae) Baeothryon mattfeldianum (Kük.) Á.Löve & D.Löve[3]

- (Cyperaceae) Scirpus mattfeldianus Kük.[4]

- (Ericaceae) Pyrola mattfeldiana Andres[5]

- (Saxifragaceae) Saxifraga mattfeldii Engl.[6]

- (Scrophulariaceae) Euphrasia mattfeldii W.Becker[7]

- La abreviatura «Mattf.» se emplea para indicar a Johannes Mattfeld como autoridad en la descripción y clasificación científica de los vegetales.[8]